# Nagato (lớp thiết giáp hạm)
Lớp thiết giáp hạm Nagato (tiếng Nhật: 長門型戦艦; Rōmaji: Nagato-gata senkan; phiên âm Hán-Việt: Trường Môn hình chiến hạm) bao gồm hai thiết giáp hạm của Hải quân Đế quốc Nhật Bản hoạt động từ sau Chiến tranh Thế giới thứ nhất cho đến Chiến tranh Thế giới thứ hai. Cái tên Nagato được đặt theo tỉnh Nagato. Hai chiếc trong lớp: Mutsu bị mất sau một vụ nổ bí ẩn tại chính quốc Nhật Bản năm 1943, trong khi Nagato sống sót cho đến hết Thế Chiến II, và bị người Mỹ sử dụng làm mục tiêu thử nghiệm bom nguyên tử tại đảo san hô Bikini vào năm 1946 Và sau khi chiến tranh kết thúc xác chiếc nagato cũng đã được tìm thấy gần đó

## Thiết kế

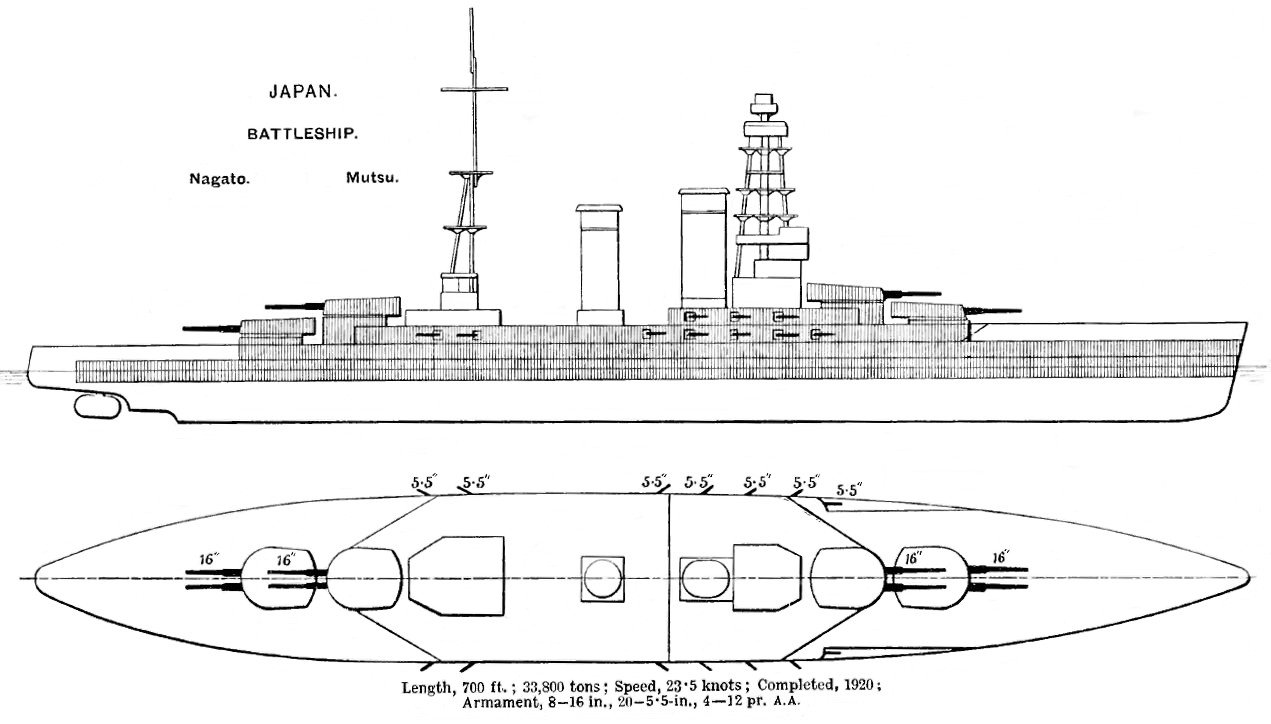
Sơ đồ từ mạn phải và sàn tàu như được mô tả trong Brassey's Naval Annual 1923

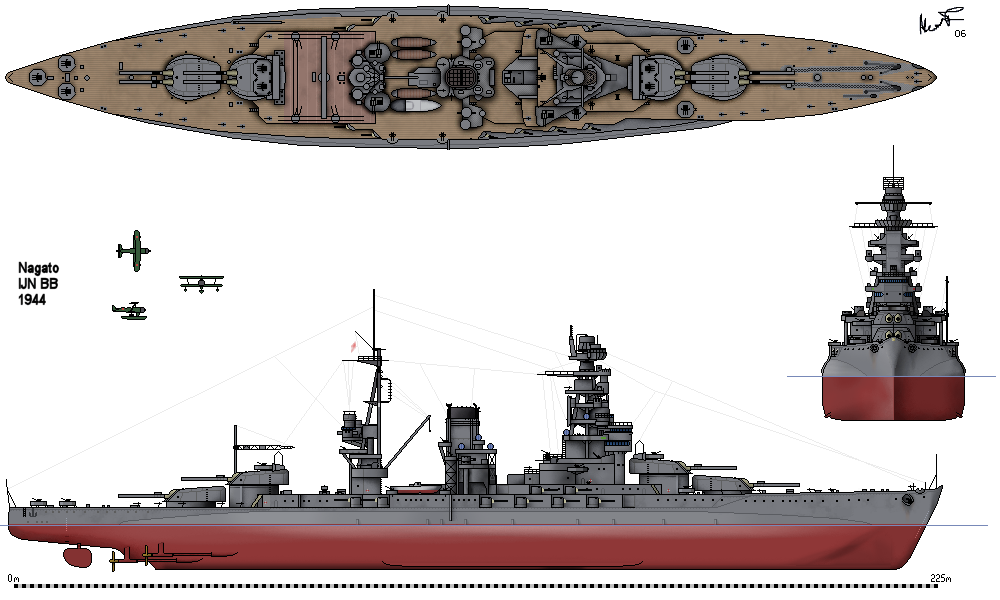
Bản vẽ chiếc Nagato như nó hiện hữu vào năm 1944.

Dựa trên kiểu mẫu của lớp Ise, đây là những chiếc thiết giáp hạm đầu tiên trên thế giới trang bị hải pháo hạng 410 mm (16 inch), và lớp vỏ giáp bảo vệ cùng tốc độ tối đa có thể đạt được khiến cho chúng trở thành những tàu chiến chủ lực mạnh nhất vào lúc đưa ra hoạt động. 
Do những giới hạn của Hiệp ước Hải quân Washington không cho phép các cường quốc về hải quân đóng thêm tàu chiến chủ lực mới, những chiếc trong lớp Nagato được cải biến và hiện đại hóa đáng kể trong những năm 1920 và 1930. Chúng trở thành những thiết giáp hạm cuối cùng do Nhật Bản chế tạo cho đến khi xuất hiện lớp siêu thiết giáp hạm Yamato vào cuối những năm 1930.

## Tái cấu trúc
Từ năm 1934 đến năm 1936, cả hai chiếc trong lớp Nagato được tái cấu trúc nên giống những chiếc thuộc các lớp Fuso và Ise. Đuôi tàu được kéo dài thêm đưa chiều dài lên 224,6 m (737 ft), các đai giáp chống ngư lôi được bổ sung khiến gia tăng mạn tàu từ 28,9 m (95 ft) lên 34,6 m (113 ft 6 in), một đáy tàu thứ ba được trang bị, hai khẩu pháo 5,5 inch và các khẩu phòng không 3 inch được thay thế bởi bốn tháp pháo phòng không 5-inch nòng đôi và 10 khẩu 25 mm nòng đôi; và những lò đốt hỗn hợp than-dầu được thay thế bởi 10 nồi hơi đốt dầu.

## Lịch sử hoạt động

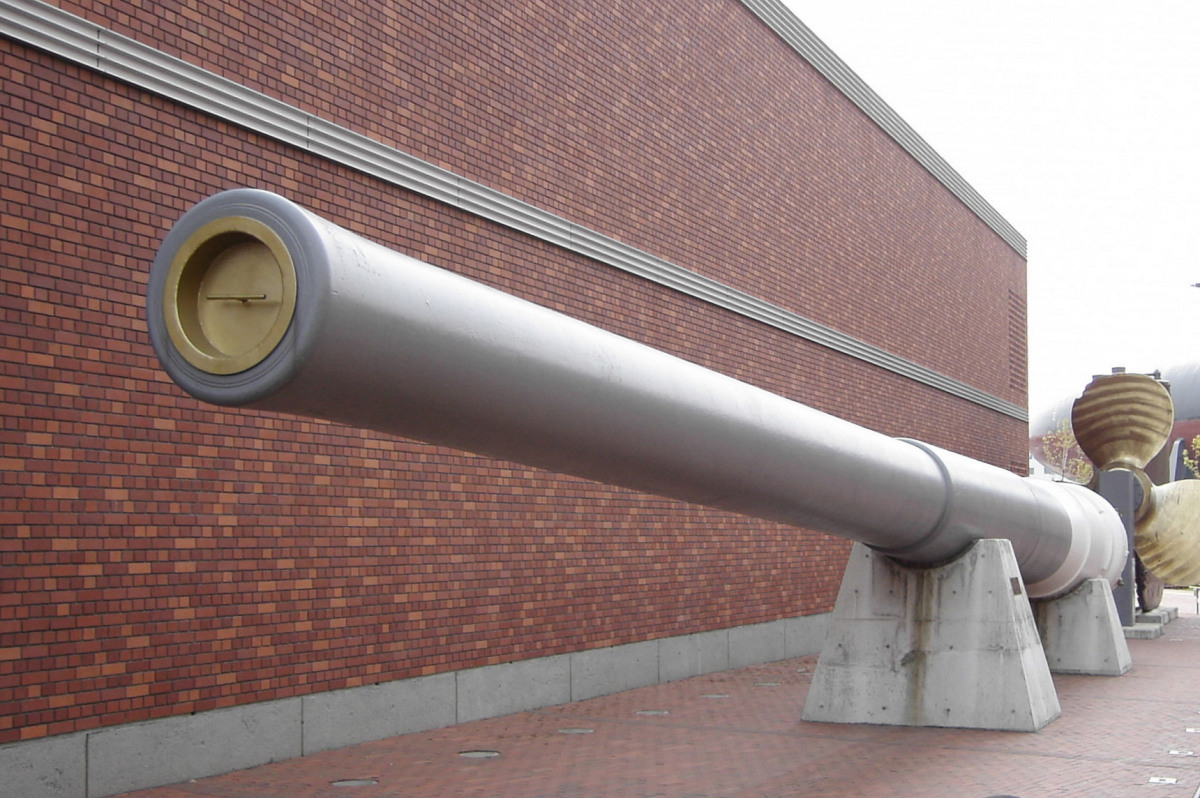
Một khẩu pháo của chiếc Mutsu được trưng bày tại Bảo tàng Yamato ở Kure.

Cả hai chiếc trong lớp đều được sử dụng rộng rãi trong Chiến tranh Thế giới thứ hai, và không có chiếc tàu bị đánh chìm do các hoạt động thù nghịch của đối phương. Mutsu bị phá hủy bởi một vụ nổ trong lòng tàu, trong khi Nagato là thiết giáp hạm duy nhất còn sống sót của Nhật Bản khi Thế chiến II kết thúc. Nagato bị người Mỹ sử dụng làm mục tiêu để thử nghiệm bom nguyên tử tại đảo san hô Bikini vào năm 1946 Và bị chìm

## Những chiếc trong lớp
| Tên gọi       | Đặt lườn            | Hạ thủy             | Hoạt động            | Số phận                                                                            |
| ------------- | ------------------- | ------------------- | -------------------- | ---------------------------------------------------------------------------------- |
| Nagato (長門) | 28 tháng 8 năm 1917 | 9 tháng 11 năm 1919 | 15 tháng 11 năm 1920 | Bị chìm sau thử nghiệm hạt nhân "Baker" tại đảo san hô Bikini, 25 tháng 7 năm 1946 |
| Mutsu (陸奥)  | 1 tháng 6 năm 1918  | 31 tháng 5 năm 1920 | 24 tháng 10 năm 1921 | Bị chìm sau một vụ nổ, 8 tháng 6 năm 1943                                          |